# Zdobywanie powietrza
Zdobywanie powietrza (hiszp. La conquista del aire) – trzecia powieść autorstwa hiszpańskiej pisarki Belén Gopegui, wydana w 1998 roku. W Polsce książka ukazała się w 2009 roku, w przekładzie Wojciecha Charchalisa.

## Konstrukcja utworu
Zdobywanie powietrza składa się z prologu, trzech części oraz zakończenia. W prologu (w polskiej wersji przełożonym przez Magdę Potok) przedstawiono refleksję dotyczącą roli i intencji narratora w powieści współczesnej. W przypadku utworu Belén Gopegui, narrator wybrał opowieść o pieniądzach, aby poznać, zrozumieć i przedstawić mechanizmy zachodzące w czasach kapitalizmu. Następnie w trzech kolejnych częściach przedstawiono perypetie trójki przyjaciół, którzy stają przed bardzo trudną próbą: utrzymania przyjaźni, pracy i miłości.

## Fabuła
Akcja powieści ma miejsce głównie w Madrycie i trwa nieco ponad dwa lata. Historia toczy się pod koniec lat 90. XX wieku, dokładnie pomiędzy 11  października 1994 i 26 listopada 1996 roku. 
Jej głównymi bohaterami są Carlos Maceda, Santiago Álvarez i Marta Timoner – trójka trzydziestoparolatków, która od wielu lat spotyka się co dwa lub trzy miesiące na kolacji, aby wspólnie dzielić się historiami z pracy, życia codziennego, wymieniać się poglądami politycznymi i miło spędzać czas. Ich długotrwała i bliska więź sprawia, że Carlos decyduje się poprosić przyjaciół o pożyczkę ośmiu milionów peset – pieniędzy, dzięki którym byłby w stanie poprawić sytuację finansową swojej firmy. Zarówno Marta, jak i Santiago zapewniają Carlosa, że są w stanie mu pomóc i bez zastanowienia się nad konsekwencjami ich czynu, zgadzają się pożyczyć pieniądze. Wraz z rozwojem fabuły czytelnik poznaje bliskich trójki przyjaciół. 
Carlos, właściciel podupadającej firmy zajmującej się produkcją elektroniki, ma żonę Ainhoę oraz syna Diega. Santiago, wykładowca na uniwersytecie jest związany z Sol, nauczycielką muzyki, jednak niedługo po pożyczeniu pieniędzy rozstają się, ponieważ Álvarez nie potrafi wyobrazić sobie wspólnego życia razem i zakochuje się w bogatej Leticii. Marta Timoner, na początku powieści pracowniczka Ministerstwa Transportu, jest żoną o pięć lat starszego Guillermo, który marzy o kupnie domu i założeniu rodziny. Przed pożyczką Marta i Santiago należeli do dosyć zamożnych ludzi, z dobrze płatną pracą i spełnieniem zawodowym. W chwili kiedy stają się biedniejsi o 4 miliony peset zdają sobie sprawę, że nie czują się pewnie bez tej kwoty. Bohaterowie Zdobywania powietrza uświadamiają sobie, jak pieniądze wpływają na ich samopoczucie i relacje. Marta i Ainhoa nie są pewne swojej przyszłości w pracy, pojawiają się obawy o ich stanowiska. Santiago uważa się za biednego, ale w żaden sposób nie chce dać po sobie tego poznać, a Carlos staje przed bardzo trudną decyzją: ile jest w stanie poświęcić swoje ideały dla dobra firmy. 
Pomiędzy przyjaciółmi i ukochanymi narastają problemy brzemienne w skutkach: Ainhoa oddala się od męża i ma romans z kolegą z pracy, Marta wraz z Guillermem decydują się na separację, Santiago przyjmuje ofertę pracy daleką od jego przekonań ideologicznych i wiąże się z bardzo bogatą kobietą, natomiast Carlosowi nie udaje się utrzymanie firmy, którą postanawia sprzedać.

## Krytyka literacka
Zdobywanie powietrza spotkało się z pozytywnym odbiorem przez hiszpańskich krytyków literackich. Francisco Umbral, słynny nowelista i publicysta, nazwał powieść Belén Gopegui „idealną” natomiast w Revista de Libros Ignacio Echevarría pisał o „nieuniknionej powieści we współczesnej prozie hiszpańskiej”.

## Przekład
Książkę hiszpańskiej pisarki przełożono i wydano również w innych krajach: we Włoszech (La conquista dell'aria), Francji (La Conquête de l'air), Niemczech (Die Eroberung der Luft), Rumunii (Cucerirea spațiului), Serbii i Czarnogórze (Osvajanje vazduha). 

## Ekranizacja
W 2000 roku na podstawie powieści powstał film Las razones de mis amigos (W Polsce znany pod tytułem Moi przyjaciele), którego reżyserem jest Gerardo Herrero, a scenarzystą Ángeles González Sinde. W rolach głównych wystąpili Sergi Calleja (Carlos), Marta Belaustegui (Marta) oraz Joel Joan (Santiago).